# رصدخانه توورلا
رصدخانه توورلا (انگلیسی: Tuorla Observatory) دانشکدهٔ اخترشناسی در دانشگاه تورکو، در جنوب غربی فنلاند است. این بزرگ‌ترین مؤسسهٔ تحقیقاتی نجومی در فنلاند است. این آزمایشگاه به همراه آزمایشگاه تحقیقات فضایی در بخش فیزیک دانشگاه تورکو، مؤسسه فیزیک و نجوم فضایی ویسپا Väisälä، (VISPA) را تشکیل می‌دهد.

## تاریخجه
رصدخانه توورلا در ۲۹ آوریل ۱۹۵۲ توسط پروفسور یرجو وایسالا Yrjö Väisälä تأسیس شد. یک رصدخانه جدید مورد نیاز بود زیرا رصدخانه قدیمی Iso-Heikkilä در نزدیکی مرکز تورکو از آلودگی نوری شدید از شهر مجاور و به ویژه مناطق صنعتی در جنوب رصدخانه رنج می‌برد. یک مکان جدید در Tuorla، که یکی از روستاهای کوچک در شهرداری (سابق) Piikkiö است، پیدا شد. در حدود ۱۲ کیلومتری تورکو به سمت هلسینکی واقع شده‌است.
بخش اول این رصدخانه شامل یک ساختمان اصلی و یک تونل به طول ۵۱ متر برای تحقیقات نوری بود. با توجه به رشد روزافزون بخش، بخش‌های جدیدی برای آن در سال‌های ۱۹۸۹ و ۲۰۰۲ ساخته شد. از سال ۱۹۷۴، رصدخانه بخشی از گروه فیزیک بود تا اینکه در سال ۱۹۹۱ دوباره به یک مؤسسهٔ تحقیقاتی مستقل دانشگاه تبدیل شد. در سال ۲۰۰۹ این رصدخانه دوباره با بخش فیزیک ادغام شد و اکنون یکی از هفت آزمایشگاه دپارتمان فیزیک و نجوم در دانشگاه تورکو است.
این رصدخانه دارای چندین تلسکوپ است که در اطراف ساختمان‌های اصلی آن قرار گرفته‌اند و همچنین از تلسکوپ‌های بین‌المللی مانند تلسکوپ نوری نوردیک استفاده می‌کند. بازتابنده یک متری Dall-Kirkham بزرگ‌ترین تلسکوپ نوری فنلاند است.
از اکتبر ۲۰۰۸، سیاره‌نمای توورلا در کنار رصدخانه فعالیت می‌کند.

## حوزه‌های تحقیقاتی
حوزهٔ اصلی تحقیق در توورلا هسته‌های فعال کهکشانی است. حدود نیمی از محققان روی این موضوع کار می‌کنند. حوزه‌های دیگر عبارتند از ماده تاریک، کیهان‌شناسی، مکانیک مداری، ستارگان دوتایی، همسایگی خورشیدی، فیزیک خورشیدی و اخترزیست‌شناسی. آزمایشگاه اپتیکال (Opteon) اپتیک با کیفیت بالا برای تلسکوپ‌ها تولید می‌کند. به‌طور خاص: آینهٔ اصلی فضاپیمای آژانس فضایی اروپا (ESA) رصدخانه فضایی هرشل در توورلا تراشیده و صیقل داده شد.